# Дени Грејнџер
Дени Грејнџер Млађи (енгл. Danny Granger Jr; Њу Орлеанс, Луизијана, 20. април 1983) бивши је амерички кошаркаш. Играо је на позицији крила.
На НБА драфту 2005. одабрали су га Индијана пејсерси као 17. пика.

## Успеси

### Појединачни
- НБА Ол-стар меч (1): 2009.
- Играч НБА који је највише напредовао (1): 2008/09.
- Идеални тим новајлија НБА — друга постава: 2005/06.

### Репрезентативни
- Светско првенство:  2010.